# Neurolepis laegaardii
Neurolepis laegaardii là một loài cỏ thuộc họ Poaceae.
Loài này chỉ có ở Ecuador.